# Ramón López Montenegro
Ramón López-Montenegro y de Frías-Salazar (Zaragoza, 1877-Alfaro, 1936) fue un periodista, escritor, actor y dibujante español.

## Biografía

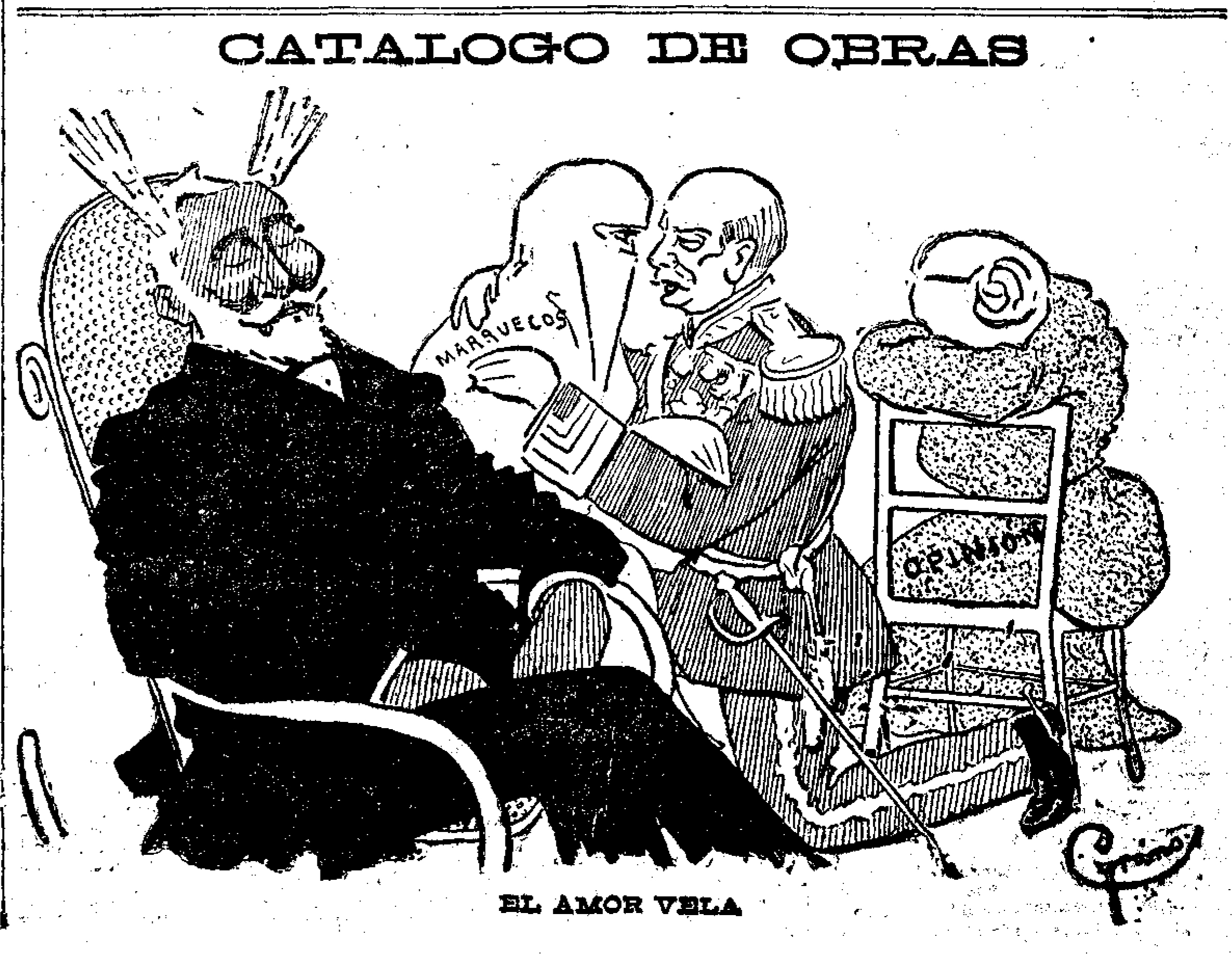
Caricatura en El Liberal (29 de enero de 1908)

Nacido en Zaragoza el 14 de abril de 1877, se desempeñó como dramaturgo, actor de teatro, cuentista y dibujante.
Trabajó como periodista en publicaciones como Heraldo de Aragón, El Noticiero Bilbaíno, Diario de Bilbao, Cantábrico, El Liberal, Blanco y Negro, ABC, La Época, Hoy, El Día, Heraldo de Aragón, Mundo Gráfico, El Pueblo Vasco, Madrid Cómico, Barcelona Cómica, Buen Humor, La Ilustración Española y Americana, Gedeón, La Nación, Gracia y Justicia, El Norte de Castilla o Nuevo Mundo, entre otras, en las que firmó con frecuencia sus colaboraciones, entre las que se incluían dibujos y caricaturas, con el pseudónimo «Cyrano».
Durante la dictadura de Primo de Rivera —el militar era amigo familiar— fue gobernador civil de Zamora. Falleció en la localidad logroñesa de Alfaro el 14 de septiembre de 1936.